# Brugia malayi
Brugia malayi és una espècie de nematode paràsit de la família Onchocercidae. que causa filariosi en humans. Fou identificat per Liechtenstein i Brug li posà el nom en 1927, diferenciant-lo de l'espècie Wuchereria bancrofti, anomenat inicialment Filaria malayi. En 1958 el gènere Brugia fou proposat per Buckley, i el canvi produí l'espècie Brugia malayi.
B. malayi es troba a les regions tropicals d'Àsia. Són transmesos a l'home per mosquits, especialment Mansonia, Anopheles i Aedes.

## Cicle vital

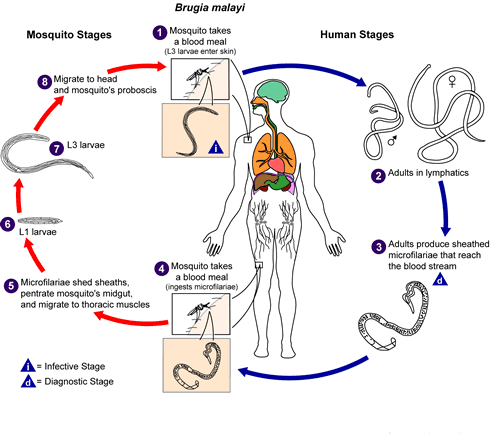
Cicle vital de Brugia malayi.

El típic vector de B. malayi són els mosquits de les espècies del gènere Manasonia i Aedes. Durant una picada, un mosquit infectat introdueix larves en la pell d'un hoste humà, que penetren a l'interior a través de la ferida causada per la picadura. Les larves es converteixen en adults que habitualment resideixen en els vasos i nòduls limfàtics. Els cucs adults se semblen als de Wuchereria bancrofti, però són més petits. Els cucs femelles amiden entre 43 i 55 mm de longitud per 130 a 170 μm d'amplada, i els mascles amiden entre 13 i 23 mm de longitud per 70 a 80 μm d'amplada. Els adults sintetitzen microfilàries amb un embolcall que es produeixen amb periodicitat nocturna. Les microfilàries migren a les estructures limfàtiques i entren al torrent sanguini arribant fins a la sang perifèrica. Els mosquits ingereixen les microfilàries durant la picada. Després de la ingestió, les microfilàries perden el seu embolcall i migren fins als músculs toràcics, podent infectar altres humans quan els mosquits realitzen la picadura.
Recentment es va descobrir que B. malayi conté un bacteri endosimbiòtic, Wolbachia, en tots els seus sus estadis de vida. La seqüència genòmica d'aquest bacteri es determinà als Estats Units, indicant també que Wolbachia pot ser destruïda en tractar l'hoste humà amb doxiciclina. Els nematodes sense el bacteri són infèrtils i gaudeixen d'una incrementada motiliatat.

## Característiques
Les microfilàries amiden 270 per 8 µm, tenen una beina que recobreix el seu cos i una cua amb una constricció terminal, nuclis allargats però absents en la porció cefàlica. La beina que cobreix l'organisme s'acoloreix quan el preparat microscòpic es tenyeix, a diferència de Wuchereria bancrofti, que no reté el colorant.